# Constantin Gabrielescu, Brăila
Constantin Gabrielescu este un sat în comuna Bordei Verde din județul Brăila, Muntenia, România.